# Tuinbruintje
Het tuinbruintje (Hemerobius humulinus) is een insect uit de familie van de bruine gaasvliegen (Hemerobiidae).

## Kenmerken
De lichaamslengte is ongeveer 7 mm. De spanwijdte is 13-18 mm. De longitudinale aderen van de vleugels zijn donker gestippeld. Het insect heeft duidelijke nerven op de voorvleugels. De soort verschilt van Hemerobius stigma door de brede, lichte streep op de thorax.

## Levenswijze
Volwassen dieren zijn te vinden van maart tot november, volgens andere bronnen van mei tot september. Dit is echter afhankelijk van het regionale klimaat. Volwassenen en larven zijn roofzuchtig en voeden zich voornamelijk met bladluizen.

## Ecologie
De soort is een van de meest voorkomende inheemse soorten aan bosranden, op open plekken, in heggen en loofbossen.

## Verspreiding
De soort wordt verspreid in Eurazië en Noord-Amerika. Het is wijdverspreid in Europa, maar afwezig in IJsland en een groot deel van Zuid-Europa. Ze komt ook voor op de Azoren. In Azië wordt het verspreid over Rusland tot Oost-Azië en is het hier te vinden in China, Korea en Japan. In Noord-Amerika leeft hij van Alaska en Canada tot het zuidoosten van de Verenigde Staten, maar is afwezig in het zuidwesten.

## Naamgeving
De wetenschappelijke naam is gepubliceerd in 1758 door Linnaeus in de tiende editie van Systema naturae.